# Hillerød
Hillerød anhörenⓘ ist eine Stadt im Nordosten der dänischen Insel Seeland, Hauptort der Kommune Hillerød und Verwaltungssitz der Region Hovedstaden.

## Sehenswürdigkeiten
Schloss Frederiksborg (Frederiksborg Slot) ist das größte Renaissanceschloss Nordeuropas und befindet sich auf drei Inseln im Frederiksborgsee.
Mor Gribs Hule (deutsch Mutter Gribs Höhle) ist eine Megalithanlage der Trichterbecherkultur (TBK), die zwischen 3500 und 2800 v. Chr. entstand. Sie liegt nördlich von Hillerød unweit vom Helsingevej.

## Bildung
Die Grundtvigs Højskole, eine Volkshochschule nach dänischem Muster, bietet Kurse in Journalistik, Bildenden Künsten, Literatur, Politik, Philosophie, Musik, Theater und Kommunikation. Benannt wurde die Hochschule nach Nikolai Frederik Severin Grundtvig.

## Söhne und Töchter der Stadt
- Christian IV. (1577–1648), König von Dänemark und Norwegen
- Ulrich von Dänemark (1611–1633), Prinz und Administrator des Bistums Schwerin, kursächsischer Reiter-General
- Leonora Christina Ulfeldt (1621–1698), geboren auf Schloss Frederiksborg, Autorin, Gräfin von Schleswig-Holstein und eine Tochter des Königs von Dänemark und Norwegen, Christian IV.
- Christian Alexander Platou (1779–1827), Inspektor von Grönland
- Carl Eduard Rotwitt (1812–1860), Konseilspräsident 1859/60
- Johann Hartwig Ernst von Bernstorff-Gyldensteen (1815–1898), Gutsbesitzer und Abgeordneter der Lauenburgischen Ritter- und Landschaft
- Marie Luplau (1848–1925), Malerin und Pädagogin
- Effie Hegermann-Lindencrone (1860–1945), Keramikerin und Porzellanmalerin
- Stig Hoffmeyer (1940–2022), Schauspieler
- Kurt Trampedach (1943–2013), Maler und Bildhauer
- Tommy Christensen (* 1961), Fußballspieler
- Kristian Jørgensen (1967–2025), Jazzmusiker
- Joachim Jerichow (* 1969), Basketball-Nationalspieler
- Anila Mirza (* 1974), Sängerin
- Kasper Nielsen (* 1975), Handballspieler
- Simon Emil Ammitzbøll (* 1977), Politiker
- Mikkel Ploug (* 1978), Jazzmusiker
- Marcus Cleverly (* 1981), Handballspieler
- Magnus Bruun (* 1984), Schauspieler und Synchronsprecher
- Mike Tullberg (* 1984), Fußballspieler
- Nina Agdal (* 1992), Model
- David Jensen (* 1992), Fußballtorhüter
- Caroline Bohé (* 1999), Mountainbikerin
- Jens Odgaard (* 1999), Fußballspieler
- Andreas Skov Olsen (* 1999), Fußballspieler
- Kathrine Møller Kühl (* 2003), Fußballspielerin